# هارولد شيروود سبنسر
هارولد شيروود سبنسر (بالإنجليزية: Harold Sherwood Spencer)‏ هو كاتب أمريكي، ولد في 1890 في ويسكونسن في الولايات المتحدة، وتوفي في 26 أغسطس 1957.